# J.League Cup 2024
Der J.League Cup 2024 (jap. 2024年のJリーグカップ), offiziell aufgrund eines Sponsorenvertrages mit dem Gebäckhersteller Yamazaki Biscuits nach einer Marke desselben 2024 J.League YBC Levain Cup (jap. 2024 JリーグYBCルヴァンカップ) genannt, war die 32. Ausgabe des Ligapokals, des höchsten Fußball-Ligapokal-Wettbewerbs in Japan. Der Wettbewerb begann am 6. März 2024. Titelverteidiger war Avispa Fukuoka.

## Termine
| Phase          | Runde          | Datum                                                        |                  |
| -------------- | -------------- | ------------------------------------------------------------ | ---------------- |
| Erste Runde    | Runde 1        | 6. März 2024 13. März 2024                                   |                  |
| Erste Runde    | Runde 2        | 17. April 2024 24. April 2024                                |                  |
| Erste Runde    | Runde 3        | 22. Mai 2024                                                 |                  |
| Play-off-Runde | Play-off-Runde | 5. Juni 2024 (Hinspiele) 9. Juni 2024 (Rückspiele)           |                  |
| Finalrunden    | Viertelfinale  | 4. September 2024 (Hinspiele) 8. September 2024 (Rückspiele) |                  |
| Finalrunden    | Halbfinale     | 9. Oktober 2024 (Hinspiele) 13. Oktober 2024 (Rückspiele)    |                  |
| Finalrunden    | Finale         | 2. November 2024                                             | 2. November 2024 |

In dieser Saison werden alle Mannschaften der ersten Liga, der zweiten Liga und der dritten Liga teilnehmen. 29 Mannschaften werden erstmals an dem Pokalwettbewerb teilnehmen.

## Gruppeneinteilung
| Gruppe 1 | Gruppe 2 | Gruppe 3 | Gruppe 4 | Gruppe 5 |
| - Vissel Kōbe (J1, 1.) - Shimizu S-Pulse (J2, 4.) - Montedio Yamagata (J2, 5.) - Kataller Toyama (J3, 3.) - FC Imabari (J3, 4.) | - Sanfrecce Hiroshima (J1, 3.) - Tokyo Verdy (J2, 3.) - JEF United Chiba (J2, 6.) - Kagoshima United FC (J3, 2.) - Nara Club (J3, 5.) | - Urawa Red Diamonds (J1, 4.) - Júbilo Iwata (J2, 2.) - V-Varen Nagasaki (J2, 7.) - Ehime FC (J3, 1.) - Gainare Tottori (J3, 6.) | - Kashima Antlers (J1, 5.) - FC Machida Zelvia (J2, 1.) - Ōita Trinita (J2, 9.) - Zweigen Kanazawa (J2, 22.) - Vanraure Hachinohe (J3, 7.) - Giravanz Kitakyūshū (J3, 20.) | - Nagoya Grampus (J1, 6.) - Yokohama FC (J1, 18.) - Fagiano Okayama (J2, 10.) - Ōmiya Ardija (J2, 21.) - FC Gifu (J2, 8.) - Tegevajaro Miyazaki (J3, 19.) |

| Gruppe 6 | Gruppe 7 | Gruppe 8 | Gruppe 9 | Gruppe 10 |
| - Avispa Fukuoka (J1, 7.) - Kashiwa Reysol (J1, 17.) - Thespakusatsu Gunma (J2, 11.) - Renofa Yamaguchi FC (J2, 20.) - Matsumoto Yamaga FC (J3, 9.) - SC Sagamihara (J3, 18.) | - Cerezo Osaka (J1, 9.) - Gamba Osaka (J1, 16.) - Fujieda MYFC (J2, 12.) - Tochigi SC (J2, 19.) - Iwate Grulla Morioka (J3, 10.) - FC Ryūkyū (J3, 17.) | - Albirex Niigata (J1, 10.) - Shonan Bellmare (J1, 15.) - Blaublitz Akita (J2, 13.) - Iwaki FC (J2, 18.) - FC Osaka (J3, 11.) - Kamatamare Sanuki (J3, 16.) | - FC Tokyo (J1, 11.) - Sagan Tosu (J1, 14.) - Roasso Kumamoto (J2, 14.) - Mito Hollyhock (J2, 17.) - YSCC Yokohama (J2, 12.) - Fukushima United FC (J3, 15.) | - Hokkaido Consadole Sapporo (J1, 12.) - Kyōto Sanga (J1, 13.) - Tokushima Vortis (J2, 15.) - Vegalta Sendai (J2, 16.) - Azul Claro Numazu (J3, 13.) - AC Nagano Parceiro (J3, 14.) |

## Spieler
| Verein                     | Spieler |
| -------------------------- | --- |
| Hokkaido Consadole Sapporo | Takanori Sugeno (2/0), Ryū Takao (6/0), Park Min-gyu (2/0), Daiki Suga (4/2), Tōya Nakamura (6/1), Musashi Suzuki (2/1), Kazuki Fukai (1/0), Jordi Sánchez (2/1), Hiroki Miyazawa (1/0), Ryōta Aoki (1/0), Kim Gun-hee (1/0), Yoshiaki Komai (3/0), Rei Ieizumi (4/1), Tatsuya Hasegawa (4/1), Jun Kodama (1/0), Supachok (2/0), Amadou Bakayoko (2/0), Shunta Awaka (1/0), Shingo Ōmori (2/0), Takuma Arano (2/0), Yamato Okada (3/0), Hiromu Tanaka (6/1), Shuma Kido (3/0), Tomoki Kondō (1/0), Kojirō Nakano (2/0), Kosuke Hara (3/0), Katsuyuki Tanaka (5/0), Shido Izuma (3/0), Shōta Nishino (3/0), Kanta Sakamoto (2/0), Kanta Kawasaki (1/0), Daihachi Okamura (3/0), Haruto Shirai (1/1), Seiya Baba (4/0), Yūki Kobayashi (6/2) |
| Vanraure Hachinohe         | Masahiro Iida (1/0), Daisuke Inazumi (1/0), Sōsuke Shibata (2/1), Aoi Sato (2/0), Riku Yamauchi (2/0), Kazuma Nagata (2/0), Shōchi Niiyama (1/0), Kai Sasaki (2/0), Kōki Maezawa (2/0), Shōma Otoizumi (2/0), Shintarō Katō (2/0), Kōdai Minoda (2/0), Yusuke Taniguchi (1/0), Masashi Kokubun (2/0), Daiki Yagishita (2/0), Teppei Chikaishi (1/0), Hiroto Yukie (2/0), Naoto Andō (1/0), Oriola Sunday (2/0) |
| Iwate Grulla Morioka       | Takuo Ōkubo (1/0), Ryo Saito (1/0), Daisuke Fukagawa (2/0), Maaya Sako (1/0), Tsubasa Yuge (1/0), Ken Tokura (2/0), Otabor Kenneth (2/1), Sōta Kiri (2/0), Daiki Kogure (1/0), Koki Matsubara (2/0), Ryu Se-gun (1/0), Ryō Niizato (1/0), Tsuyoshi Miyaichi (1/0), Miyu Sato (1/0), Shota Shimogami (1/0), Agashi Inaba (1/0), Daigo Nishi (2/0), Yuzuki Yamato (1/0), Kōki Mizuno (1/0), Shuto Adachi (2/0), Mamoru Kamisasanuki (1/0), Eiru Aratama (1/0), Kōta Fukatsu (1/0), Kanta Komatsu (2/0) |
| Vegalta Sendai             | Yūma Obata (1/0), Ryōta Takada (1/0), Masato Nakayama (1/0), Hiromu Kamada (1/0), Yūta Gōke (1/1), Ryūnosuke Sagara (1/0), Mateus Moraes (1/0), Tetsuya Chinen (1/0), Keito Arita (1/0), Toya Myogan (1/0), Ryūnosuke Sugawara (1/1), Minto Nishimaru (1/0), Manato Kudō (1/0), Sota Yokoyama (1/0) |
| Blaublitz Akita            | Genki Yamada (3/0), Tatsushi Koyanagi (1/0), Kōji Hachisuka (3/0), Takashi Kawano (2/0), Hiroto Morooka (2/0), Junki Hata (3/0), Ryōta Nakamura (1/0), Ren Komatsu (2/1), Yukihito Kajiya (2/0), Ryūji Saitō (1/0), Ryūhei Ōishi (3/0), Shion Niwa (3/1), Kōta Muramatsu (1/0), Kōya Handa (3/0), Ibuki Yoshida (1/0), Hiroki Kurimoto (3/0), Tomofumi Fujiyama (2/0), Keita Yoshioka (1/0), Daiki Satō (3/1), Kyowaan Hoshi (2/0), Shōta Aoki (2/1), Ken Tshizanga Matsumoto (2/0), Kazuya Onohara (2/0), Ken’ichi Kaga (2/0) |
| Montedio Yamagata          | Takashi Abe (1/0), Takumi Yamada (1/0), Yūdai Konishi (1/0), Ryo Arita (1/0), Kō Hasegawa (1/0), Chihiro Katō (1/1), Nagi Matsumoto (1/0), Rui Yokoyama (1/0), Shintarō Kokubu (1/0), Kaisei Kano (1/0), Jo Soma (1/0), Toraji Chiba (1/0), Kanato Abe (1/0), Naohiro Sugiyama (1/0), Kiriya Sakamoto (1/0), Eiji Nagai (1/0), Ryotaro Inoue (1/0) |
| Fukushima United FC        | Kenshin Yoshimaru (1/0), Yuto Matsunagane (1/0), Kazuki Dōhana (1/0), Hiroshi Omori (1/0), Yōsuke Akiyama (1/0), Ryo Shiohama (1/0), Ryūji Sawakami (1/0), Kōta Mori (1/0), Tomohiko Miyazaki (1/0), Yuto Ozeki (1/0), Takeaki Harigaya (1/0), Kiichi Yajima (1/1), Kazumasa Shimizu (1/0), Kanta Jojo (1/0), Hiroki Higuchi (1/0), Uheiji Uehata (1/0) |
| Iwaki FC                   | Kengo Tanaka (1/0), Yūsuke Ishida (2/0), Kanta Sakagishi (2/0), Riku Saga (1/0), Yoshihito Kondo (2/1), Kōtarō Arima (2/0), Keita Buwanika (2/0), Mizuki Kaburaki (2/0), Daiki Yamaguchi (1/1), Kaina Tanimura (1/0), Keita Shirawachi (2/0), Yūsuke Ōnishi (1/0), Yuma Kato (2/0), Jin Ikoma (1/0), Rui Ōsako (2/0), Yuto Yamashita (2/0), Reo Sugiyama (1/0), Shuhei Shikano (1/0), Sena Igarashi (1/0), Rio Ōmori (2/0), Yoshihiro Shimoda (1/0) |
| Kashima Antlers            | Tomoki Hayakawa (2/0), Kōki Anzai (2/1), Milosavljević (2/0), Ikuma Sekigawa (2/0), Čavrić (1/0), Shōma Doi (1/0), Gaku Shibasaki (1/0), Kei Chinen (1/1), Yūta Higuchi (2/0), Hidehiro Sugai (2/0), Kaishū Sano (2/0), Yūta Matsumura (2/0), Shintarō Nago (1/0), Kimito Nono (1/0), Hayato Nakama (1/0), Shu Morooka (2/0), Yūki Kakita (2/0), Yūma Suzuki (2/0), Naomichi Ueda (2/0), Guilherme Parede (2/0) |
| Mito Hollyhock             | Takumi Kusumoto (1/0), Kenshin Takagishi (1/0), Haruki Arai (1/0), Ryōsuke Maeda (1/0), Ryūsei Nose (1/0), Fumiya Sugiura (1/0), Tatsuya Tabira (1/0), Seiichirō Kubo (1/0), Kiichi Yamazaki (1/0), Sora Okita (1/0), Soki Tokuno (1/0), Asuma Ikari (1/0), Takeshi Ushizawa (1/0), Hayata Ishii (1/0), Shimon Teranuma (1/0), Ryūsei Haruna (1/0) |
| Tochigi SC                 | Shūhei Kawata (1/0), Wataru Hiramatsu (1/0), Hayato Kurosaki (1/0), Ismaila (1/0), Toshiki Mori (1/0), Kōdai Dohi (1/0), Rennosuke Kawana (1/0), Shintarō Ide (1/0), Taichi Aoshima (1/0), Kō Miyazaki (1/0), Rafael (1/0), Sora Kobori (1/0), Shuya Takashima (1/0), Park Yong-ji (1/0), Harumi Minamino (1/0), Rui Ageishi (1/0) |
| Thespa Gunma               | Hayate Shirowa (1/0), Ryūya Ōhata (2/0), Taiki Amagasa (2/0), Masashi Wada (1/2), Yūya Takazawa (1/0), Shūto Kitagawa (2/1), Ryō Satō (2/1), Ryūji Sugimoto (1/0), Atsuki Yamanaka (2/0), Yuriya Takahashi (1/0), Shū Hiramatsu (1/0), Shūichi Sakai (2/0), Rikiru Nakano (1/0), Ren Fujimura (1/0), Ryōta Tagashira (2/0), Toranosuke Onozeki (1/0), Hajime Hosogai (1/0), Taishi Tamashiro (2/0), Kosuke Sagawa (2/1), Takatora Einaga (2/0), Ryō Ishii (2/0), Kenta Kikuchi (2/0) |
| Urawa Reds                 | Hiroki Sakai (1/0), Atsuki Itō (2/1), Hirokazu Ishihara (1/0), Marius Høibråten (2/0), Ken Iwao (1/0), Yoshio Koizumi (1/0), Shōya Nakajima (1/2), Samuel Gustafson (1/0), Thiago Santana (2/1), Ryōma Watanabe (2/0), Ayumi Niekawa (2/0), Ola Solbakken (1/0), Yōta Satō (2/0), Kaito Yasui (2/0), Ekanit Panya (2/0), Alexander Scholz (1/0), Yota Horiuchi (1/0), Shinzō Kōroki (2/0), Naoki Maeda (2/0), Hidetoshi Takeda (2/1), Ayumu Ōhata (1/0) |
| Omiya Ardija               | Niki Urakami (2/1), Fumiya Takayanagi (1/0), Świerczok (1/0), Seiya Nakano (1/0), Yuta Ueda (1/0), Yūki Katō (2/0), Mizuki Hamada (1/0), Takamitsu Tomiyama (1/0), Raisei Abe (2/0), Yosuke Murakami (1/0), Yusuke Shimizu (2/0), Kaishin Sekiguchi (2/0), Shun’ya Suzuki (1/0), Jin Izumisawa (1/0), Kazushi Fujii (1/0), Kota Nakayama (2/0), Haruhi Taneda (1/1), Masato Nuki (2/0), Tomoya Ōsawa (2/0) |
| JEF United Chiba           | Issei Takahashi (1/0), Taishi Taguchi (1/0), Yūsuke Kobayashi (1/0), Kazuki Tanaka (1/0), Kōya Kazama (1/0), Hiroto Goya (1/0), Hiiro Komori (1/0), Shūto Okaniwa (1/0), Toshiyuki Takagi (1/0), Ryōta Suzuki (1/0), Eduardo (1/0), Riku Matsuda (1/0), Ryuta Shimmyo (1/0), Mendes (1/0), Ryōta Kuboniwa (1/0) |
| Kashiwa Reysol             | Hiromu Mitsumaru (3/0), Diego (3/0), Taiyō Koga (1/0), Tomoki Takamine (2/1), Yūto Yamada (2/0), Yūki Mutō (3/1), Matheus Sávio (2/0), Tomoya Koyamatsu (3/0), Kōsuke Kinoshita (3/0), Grot (2/0), Masato Sasaki (2/0), Hiroki Noda (3/1), Naoki Kawaguchi (4/0), Fumiya Unoki (4/1), Sachirō Toshima (4/1), Takuya Shimamura (4/0), Tatsuya Morita (2/0), Eiji Shirai (2/0), Takumi Tsuchiya (2/0), Taisei Kuwata (1/0), Ōta Yamamoto (2/0), William Owie (1/0), Kazuki Kumasawa (4/0), Yūgo Tatsuta (4/1) |
| FC Tokyo                   | Tsuyoshi Kodama (1/0), Hotaka Nakamura (2/0), Masato Morishige (3/1), Yasuki Kimoto (1/0), Kuryū Matsuki (1/0), Takahiro Kō (3/0), Diego Oliveira (2/1), Keigo Higashi (2/0), Tsuyoshi Ogashiwa (1/1), Gō Hatano (2/0), Tsubasa Terayama (1/0), Keita Endō (2/1), Ryūnosuke Satō (1/0), Leon Nozawa (4/0), Teppei Oka (3/0), Kanta Doi (1/0), Kota Tawaratsumida (3/0), Kei Koizumi (4/0), Soma Anzai (4/0), Teruhito Nakagawa (3/0), Riki Harakawa (4/1), Taishi Brandon Nozawa (1/0), Shūhei Tokumoto (4/0), Henrique Trevisan (2/0), Divine Chinedu Otani (1/1), Jája Silva (3/1), Ryōtarō Araki (1/0), Kōsuke Shirai (2/0) |
| Tokyo Verdy                | Daiki Fukazawa (1/0), Naoki Hayashi (1/0), Tomohiro Taira (1/0), Kōsuke Saitō (1/0), Tomoya Miki (1/2), Hiroto Yamami (1/0), Kōhei Yamakoshi (2/0), Tiago Alves (1/0), Kaito Chida (1/0), Takumi Kawamura (1/0), Tetsuyuki Inami (1/0), Fūki Yamada (1/0), Keito Kawamura (1/0), Yūya Nagasawa (2/0), Yuto Tsunashima (2/0), Sota Nagai (1/0), Yūto Yamada (2/0), Yūtarō Hakamata (1/0), Goki Yamada (2/0), Sōma Meshino (1/0), Manato Furukawa (2/0), Joi Yamamoto (2/1), Yūan Matsuhashi (1/0), Yuta Arai (2/0) |
| FC Machida Zelvia          | Kōsei Tani (1/0), Masayuki Okuyama (3/0), Gen Shōji (4/1), Jurato Ikeda (4/0), Drešević (5/0), Jun’ya Suzuki (2/0), Yū Hirakawa (1/0), Keiya Sentō (4/0), Shōta Fujio (2/0), Na Sang-ho (5/2), Erik (5/1), Mitchell Duke (3/2), Zento Uno (2/0), Hokuto Shimoda (6/2), Takaya Numata (2/0), Kazuki Fujimoto (5/0), Ryōhei Shirasaki (2/0), Daiki Sugioka (2/0), Kōtarō Hayashi (3/0), Yūki Nakashima (3/1), Henry Heroki Mochizuki (4/0), Kosei Ashibe (1/0), Tenshiro Takasaki (1/0), Vásquez Byron (6/1), Takuya Yasui (2/1), Kōki Fukui (5/0), Kai Shibato (3/0), Shunta Araki (4/0), Kanji Kuwayama (2/0), Daisuke Matsumoto (1/0), Daigo Takahashi (1/0)                                                                              |
| Kawasaki Frontale          | Jung Sung-ryong (2/0), Asahi Sasaki (4/0), Shintarō Kurumaya (1/0), Kento Tachibanada (4/0), Erison (4/0), Ryōta Ōshima (1/0), Yū Kobayashi (1/0), Sōta Miura (4/0), Yasuto Wakizaka (3/0), Daiya Tōno (4/2), Sō Kawahara (4/0), Shin Yamada (4/0), Marcinho (4/0), Ten Miyagi (1/0), Yūsuke Segawa (4/1), Sai van Wermeskerken (3/0), Yūichi Maruyama (2/0), Akihiro Ienaga (4/0), César Haydar (3/0), Yūki Yamamoto (4/0), Louis Yamaguchi (2/0) |
| Yokohama F. Marinos        | William Popp (1/0), Katsuya Nagato (3/0), Shinnosuke Hatanaka (2/0), Eduardo (1/0), Kōta Watanabe (3/0), Élber (3/0), Takuya Kida (1/0), Takuma Nishimura (3/1), Anderson Lopes (3/1), Yan Matheus (3/1), Ryūta Koike (2/0), Asahi Uenaka (4/3), Takumi Kamijima (4/0), Ren Katō (1/0), Kenta Inoue (3/0), Kōta Mizunuma (3/1), Jun Amano (4/2), Hiroki Iikura (3/0), Ryō Miyaichi (2/0), Hijiri Katō (1/0), Yūta Koike (2/0), Ken Matsubara (3/0), Riku Yamane (3/0), Taiki Watanabe (3/0), Riku Terakado (1/0) |
| Yokohama FC                | Kengo Nagai (2/0), Boniface Nduka (2/0), Takumi Nakamura (2/0), Takuya Wada (2/0), Solomon Sakuragawa (2/1), Caprini (1/1), Yoshihiro Nakano (1/0), Tōma Murata (2/0), Katsuya Iwatake (2/0), Hayato Sugita (1/0), Hirotaka Mita (2/0), Nguyễn Công Phượng (2/0), Izumi Miyata (1/0), Keisuke Muroi (1/0), Hinata Ogura (2/2), Toshiki Takahashi (1/0), Soma Sato (2/0), Kantaro Maeda (1/0), Jo Hashimoto (2/0), Mizuki Arai (2/0) |
| YSCC Yokohama              | Minoru Hanafusa (1/0), Takuya Fujiwara (1/0), Kento Dodate (1/0), Haruki Oshima (1/0), Atsushi Kikutani (1/0), Yūtarō Yanagi (1/0), Yūsei Kayanuma (1/0), Ryōtarō Yamamoto (1/0), Jorn Pedersen (2/0), Luqman Hakim (1/0), Ryohei Wakizaka (2/0), Yasuto Fujita (2/0), Jun Kodama (1/0), Takuma Hashino (2/0), Jukiya Fujishima (1/0), Shawn Vaneerden (1/0), Yushin Otake (1/0), Hiroto Domoto (1/0), Shunta Nishiyama (1/0), Hiroto Okoshi (1/0), Shūto Kojima (1/0), Michiya Okamoto (1/0), Kōki Matsumura (1/1), Rikuto Hashimoto (1/0), Kōji Okumura (1/0), Takahiro Nakazato (2/0), Onye Ogochukwu (1/0) |
| Shonan Bellmare            | Song Bum-keun (1/0), Daiki Sugioka (1/0), Taiga Hata (1/0), Takuya Okamoto (1/0), Hiroyuki Abe (1/0), Kazunari Ōno (1/0), Naoki Yamada (1/0), Lukian (1/0), Taiyō Hiraoka (1/0), Kōhei Okuno (1/0), Shō Fukuda (1/1), Kazuki Ōiwa (1/0), Arata Yoshida (1/0), Sere Matsumura (1/0), Naoya Takahashi (1/0), Kim Min-tae (1/0), Hisatsugu Ishii (1/0) |
| SC Sagamihara              | Yuto Minakuchi (1/0), Yūdai Tokunaga (1/0), Justin Toshiki Kinjō (1/0), Riku Hashimoto (1/0), Rio Yoshitake (1/0), Keisuke Itō (1/0), Ryu Wakabayashi (1/0), Akihiko Takeshige (1/0), Kazuki Fukui (1/0), Riku Tanaka (1/0), Fabrício Baiano (1/0), Yūshi Hasegawa (1/0), Yūzō Iwakami (1/0), Ibrahim Junior Kuribara (1/0), Bruno Santos (1/1) |
| Ventforet Kofu             | Taiga Son (2/1), Shō Araki (2/0), Kazushi Mitsuhira (1/0), Yoshiki Torikai (2/0), Riku Nakayama (2/0), Kōya Hayashida (2/0), Naoto Misawa (2/0), Jumma Miyazaki (2/0), Renato Augusto (2/0), Masahiro Sekiguchi (2/0), Takahiro Iida (2/0), Kazuhiro Satō (1/0), Takuto Kimura (2/0), Adaílton (2/0), Tsubasa Shibuya (2/0), Peter Utaka (2/0) |
| Matsumoto Yamaga FC        | Issei Ōuchi (2/0), Taiki Miyabe (2/0), Masato Tokida (2/0), Kazuma Yamaguchi (1/0), Shō Sumida (2/1), Yūsuke Kikui (1/0), Hayato Asakawa (1/0), Tsubasa Andō (2/0), Kōsuke Yamamoto (2/0), Ryūhei Yamamoto (2/0), Kazuaki Sasō (2/0), Yūta Taki (2/0), Ryuji Kokubu (1/0), Shūsuke Yonehara (1/0), Daiki Higuchi (2/0), Kaiga Murakoshi (2/0), Takato Nonomura (2/2), Reo Yasunaga (2/0), Sō Fujitani (2/0), Serignesaliou Diop (1/0) |
| AC Nagano Parceiro         | Ken Tajiri (1/0), Kōhei Tomita (1/0), Hayato Ikegaya (2/0), Yasufumi Nishimura (2/0), Yūya Ōno (3/0), Takashi Kondō (1/2), Ryōji Fujimori (1/0), Reo Yamanaka (3/0), Kōhei Shin (1/0), Hinata Konishi (2/1), Naoki Sanda (1/1), Yūki Morikawa (1/0), Kyōji Kutsuna (2/0), Kensei Ukita (2/0), Hayate Sugii (2/1), Kōki Ishii (1/0), Kim Min-ho (2/0), Rei Kihara (1/1), Takaya Kuroishi (2/1), Kōsuke Tanaka (3/0), Park Su-bin (2/0), Takumi Niwa (1/0), Kazuya Andō (1/0), Lee Seung-won (3/1), Kōhei Takahashi (1/0), Teppei Usui (1/0), Shuntarō Koga (2/0), Kōken Katō (3/1), Kazuya Sunamori (2/0) |
| Albirex Niigata            | Thomas Deng (3/0), Michael James (5/0), Hiroki Akiyama (9/0), Kaito Taniguchi (8/3), Eiji Miyamoto (5/0), Kōji Suzuki (4/0), Shūsuke Ōta (4/2), Motoki Hasegawa (5/1), Yōta Komi (7/4), Danilo Gomes (8/0), Fumiya Hayakawa (3/0), Yūji Hoshi (5/1), Yuzuru Shimada (4/0), Kōto Abe (8/0), Eitarō Matsuda (4/0), Daisuke Yoshimitsu (1/0), Rita Mori (2/0), Sōya Fujiwara (8/0), Ryō Endō (5/0), Motoki Nagakura (9/6), Jin Okumura (5/1), Yūto Horigome (2/0), Takumi Hasegawa (4/1), Yoshiaki Takagi (1/0), Kazuhiko Chiba (2/0), Aozora Ishiyama (2/1), Kento Hashimoto (4/0), Hayato Inamura (7/0), Keisuke Kasai (1/0), Yūji Ono (5/1)                                                                                                |
| Kataller Toyama            | Tomoki Tagawa (3/0), Kōsei Wakimoto (3/0), Kyosuke Kamiyama (3/0), Jun’ya Imase (3/0), Shunta Sera (3/0), Daichi Matsuoka (5/0), Shosei Usui (5/3), Matheus Leiria (5/0), Kōhei Matsumoto (4/0), Gabriel Henrique (3/0), Hiroya Sueki (4/0), Hiroyuki Tsubokawa (2/0), Takumi Ito (4/1), Naoki Inoue (1/0), Musashi Ōyama (3/0), Nobuyuki Shiina (1/0), Shimpei Nishiya (4/0), Yōsuke Kawai (3/0), Shosaku Yasumitsu (4/0), Atsushi Nabeta (2/0), Tsubasa Yoshihira (2/0), Sho Fuseya (4/0), Akira Ōsako (2/0), Kazuki Saitō (1/0), Yoshiki Takahashi (5/0), Toshiki Hirao (1/0), Yūki Kawakami (3/0) |
| Zweigen Kanazawa           | Yūto Nagamine (1/0), Ryōta Inoue (1/0), Fuga Sakurai (1/0), Keisuke Ōyama (1/0), Kyōhei Sugiura (1/0), Yūki Nishiya (1/0), Shun’ya Mōri (1/0), Yōhei Toyoda (1/0), Hayase Takashio (1/0), Baek In-hwan (1/0), Masaya Kojima (1/0), Hayato Ōtani (1/0), Itsuki Ueda (1/0), Hayate Okizaki (1/0), Rai Namimoto (1/0), Norimichi Yamamoto (1/0), Marlyson (1/0) |
| Shimizu S-Pulse            | Yūya Oki (1/0), Kengo Kitazume (1/0), Kenta Nishizawa (1/0), Riyo Kawamoto (1/0), Kai Matsuzaki (1/0), Hikaru Naruoka (1/0), Riku Gunji (1/0), Kanta Chiba (1/0), Sen Takagi (1/0), Nagi Kawatani (1/0), Ryōhei Shirasaki (1/0), Aoi Ando (1/0), Motoki Nishihara (1/0), Sean Kotake (1/0), Teruki Hara (1/0), Douglas Tanque (1/0) |
| Jubilo Iwata               | Ikki Kawasaki (1/0), Riku Morioka (1/0), Daiki Ogawa (1/0), Kotarō Fujikawa (1/0), Léo Gomes (1/0), Keita Takahata (1/0), Bruno José (1/0), Yūya Tsuboi (1/0), Naoki Kanuma (1/0), Yōsuke Furukawa (1/0), Kōshirō Sumi (1/0), Shōta Kaneko (1/0), Masatoshi Ishida (1/0), Hiroto Uemura (1/0), Kensuke Fujiwara (1/0), Matheus Peixoto (1/0) |
| Fujieda MYFC               | Sō Nakagawa (1/0), Keisuke Ogasawara (1/0), Taiki Arai (1/0), Ren Asakura (1/0), Ken Yamura (1/0), Keigo Enomoto (1/0), Masahiko Sugita (1/0), Kōtarō Yamahara (1/0), Kazuyoshi Shimabuku (1/0), Kanta Nagata (1/0), Shōma Maeda (1/0), Shōhei Kawakami (1/0), Kai Chidi Kitamura (1/0), Taika Nakashima (1/1), Wendel (1/0) |
| Azul Claro Numazu          | Tatsuya Anzai (1/0), Kyōta Mochii (2/0), Kenshirō Suzuki (1/0), Naoki Satō (1/0), Yuya Tsukegi (1/0), Kōtarō Tokunaga (2/1), Manabu Saitō (2/0), Kengo Kawamata (1/0), Yuma Mori (2/0), Takumi Tsukui (2/0), Shigeo Miyawaki (2/0), Hagumi Wada (1/0), Kōki Inoue (2/0), Mikhael Akatsuka (2/1), Yuta Nakamura (1/0), Kōsei Numata (2/1), Haruki Toyama (2/0), Hiromu Musha (2/0), Takumi Hama (1/1) |
| Nagoya Grampus             | Langerak (6/0), Yūki Nogami (9/1), Ha Chang-rae (2/0), Shion Inoue (1/0), Haruki Yoshida (3/1), Takuji Yonemoto (2/0), Ryūji Izumi (6/0), Keiya Shiihashi (9/1), Noriyoshi Sakai (1/0), Patric (3/3), Yūya Yamagishi (7/3), Tsukasa Morishima (7/0), Shō Inagaki (8/0), Yōhei Takeda (2/0), Ken Masui (4/0), Kensuke Nagai (8/3), Kennedy Egbus Mikuni (8/1), Thales (1/0), Akinari Kawazura (6/0), Tōjirō Kubo (3/0), Katsuhiro Nakayama (9/2), Kyōta Sakakibara (3/0), Haruto Suzuki (1/0), Taichi Kikuchi (5/0), Takuya Uchida (8/0), Alex Koto Horio Pisano (1/0), Masahito Ono (1/0), José Carabalí (1/0), Shūhei Tokumoto (5/0), Ryōsuke Yamanaka (4/0), Kasper Junker (5/0)                                                         |
| FC Gifu                    | Ryōma Kita (1/0), Oji Kawanami (1/0), Hirofumi Yamauchi (1/0), Kōsuke Fujioka (1/0), Yoshiatsu Oiji (1/0), Akito Ueno (1/0), Yūya Taguchi (1/0), Masaki Ogawa (1/0), Ayumu Matsumoto (1/0), Takuya Aoki (1/0), Kōdai Hagino (1/0), Shōhei Aihara (1/1), Yuki Wada (1/0), Ippei Hada (1/0), Tomoya Yokoyama (1/0), Daiki Gotō (1/0) |
| Kyoto Sanga FC             | Keita Matsuda (1/0), Yūto Misao (1/0), Kōki Tsukagawa (1/0), Marco Túlio (1/0), Shimpei Fukuoka (1/0), Takumi Miyayoshi (1/0), Yuto Anzai (1/0), Temma Matsuda (1/0), Kazunari Kita (1/0), Warner Hahn (1/0), Kazunari Ichimi (1/0), Yūta Miyamoto (1/0), Teppei Yachida (1/0), Toichi Suzuki (1/0), Rikuto Iida (1/1), Sora Hiraga (1/1), Taiki Hirato (1/0) |
| Gamba Osaka                | Shōta Fukuoka (1/0), Ryōtarō Meshino (1/0), Kōta Yamada (1/0), Shū Kurata (1/0), Isa Sakamoto (1/0), Takeru Kishimoto (1/0), Tokuma Suzuki (1/1), Ryōya Yamashita (1/0), Jun Ichimori (1/0), Dawhan (1/0), Yūsei Egawa (1/0), Rin Mito (1/0), Keisuke Saka (1/0), Shin’ya Nakano (1/0), Shōji Tōyama (1/0), Hideki Ishige (1/0) |
| Cerezo Osaka               | Yang Han-been (3/0), Seiya Maikuma (2/0), Yūichi Hirano (2/1), Satoki Uejō (4/1), Shinji Kagawa (2/0), Léo Ceará (3/0), Shunta Tanaka (1/0), Jordy Croux (3/1), Hiroshi Kiyotake (4/0), Kakeru Funaki (4/0), Hayato Okuda (4/0), Reiya Sakata (3/0), Hirotaka Tameda (3/0), Kim Jin-hyeon (1/0), Tatsuya Yamashita (2/0), Kōji Toriumi (3/0), Hiroaki Okuno (1/0), Capixaba (2/0), Justin Hubner (2/0), Ryūya Nishio (1/0), Hiroto Yamada (3/0), Ryō Watanabe (1/0), Sōta Kitano (3/0), Masaya Shibayama (1/0), Vitor Bueno (2/1), Lucas Fernandes (3/0) |
| FC Osaka                   | Genki Egawa (1/0), Shūsuke Sakamoto (1/0), Keita Hidaka (1/0), Kaito Utaka (1/0), Shunji Masuda (1/0), Sora Mochizuki (1/0), Kaito Hayashida (1/0), Kentarō Shigematsu (1/0), Soichiro Tsutsumi (1/0), Ryota Sawazaki (1/0), Katsuyuki Ishibashi (1/0), Kōji Yamada (1/0), Yūto Fujita (1/0), Yamato Natsukawa (1/0), Yuto Kokuryo (1/0), Masaki Nishimura (1/0) |
| Vissel Kobe                | Nanasei Iino (1/0), Tetsushi Yamakawa (1/0), Yōsuke Ideguchi (2/0), Taisei Miyashiro (2/0), Kōya Yuruki (1/0), Yūki Honda (2/0), Tatsunori Sakurai (1/0), Haruya Ide (1/1), Ryō Hatsuse (2/0), Shōta Arai (1/0), Daiju Sasaki (1/1), Rikuto Hirose (1/0), Yūya Kuwasaki (2/0), Jean Patric (2/1), Kakeru Yamauchi (2/0), Yūya Nakasaka (2/0), Justin Homma (1/0), Shōgo Terasaka (1/0), Juzo Ura (2/0), Mitsuki Hidaka (2/0), Powell Obinna Obi (1/0), Takuya Iwanami (2/0), Ryūho Kikuchi (1/0) |
| Nara Club                  | Shinji Okada (1/0), Yudai Sawada (1/0), Wataru Ise (1/0), Daisei Suzuki (1/0), Haruhi Terashima (1/0), Ryōta Kuwajima (1/0), Sotaro Yamamoto (1/0), Megumu Nishida (1/0), Yūta Tsunami (1/0), Kensei Nakashima (1/0), Yuto Kunitake (1/0), Yūki Kotani (1/0), Riku Kamigaki (1/0), Tomoya Sekiguchi (1/0), Yuzuru Yoshimura (1/0), Ryōsuke Tamura (1/0) |
| Gainare Tottori            | Seiya Nikaido (1/0), Hayato Nukui (1/0), Shunnosuke Matsuki (1/1), Keita Tanaka (1/1), Yūta Togashi (1/0), Hiroto Sese (1/0), Makoto Fukōin (1/0), Sōta Higashide (1/0), Sota Maruyama (1/0), Hideatsu Ozawa (1/0), Shota Tanaka (1/0), Mio Tsuneyasu (1/0), Ariajasuru Hasegawa (1/0), Daichi Soga (1/0), Riki Sakuraba (1/0), Kei Ōshiro (1/0) |
| Fagiano Okayama            | Daiki Hotta (2/0), Kaito Abe (1/0), Yasutaka Yanagi (2/0), Yūji Wakasa (1/0), Ryō Takeuchi (1/0), Yūdai Tanaka (2/2), Haruka Motoyama (2/0), Ryōsuke Kawano (2/1), Daichi Tagami (1/0), Hiroto Iwabuchi (1/0), Sora Igawa (1/0), Kōju Yoshio (1/1), Takaya Kimura (2/1), Keita Saitō (1/0), Ryō Takahashi (1/0), Taishi Semba (2/1), Yota Fujii (2/0), Vitor Miki (2/0), Ryota Minami (2/0), Lucao (2/1) |
| Sanfrecce Hiroshima        | Keisuke Ōsako (2/0), Hayato Araki (5/0), Toshihiro Aoyama (1/0), Gakuto Notsuda (2/0), Takumu Kawamura (1/1), Douglas Vieira (4/0), Marcos Júnior (1/1), Makoto Mitsuta (6/1), Naoto Arai (6/0), Taishi Matsumoto (6/1), Shūto Nakano (6/0), Takaaki Shichi (2/0), Ezequiel (1/0), Yoshifumi Kashiwa (1/1), Shō Sasaki (6/0), Pieros Sotiriou (4/1), Gorō Kawanami (4/0), Shunki Higashi (6/2), Osamu Henry Iyoha (1/0), Tolgay Arslan (2/1), Sota Koshimichi (5/0), Tsukasa Shiotani (4/0), Kohei Hosoya (1/0), Yōtarō Nakajima (2/0), Mutsuki Katō (6/3), Hayao Kawabe (2/0), Yūki Ōhashi (4/4), Gonçalo Paciência (1/0) |
| Renofa Yamaguchi FC        | Choi Hyeong-chan (1/0), Hidenori Takahashi (1/0), Renan (1/0), Jun’ya Katō (1/0), Jōji Ikegami (1/0), Toshiya Tanaka (1/0), Takeru Itakura (1/0), Keigo Numata (1/0), Hiroto Ishikawa (1/0), Yūki Aida (1/0), Shunsuke Yamamoto (1/1), Tsubasa Umeki (1/0), Kōji Yamase (1/0), Tōa Suenaga (1/1), Taiyo Igarashi (1/0), Kazuya Noyori (1/0), Sílvio Júnior (1/1) |
| Kamatamare Sanuki          | Kanta Usui (1/0), Kei Munechika (1/0), Nao Eguchi (1/0), Yūto Mori (1/0), Taiga Maekawa (1/0), Kazuki Iwamoto (1/0), Yudai Okuda (1/0), Eugene Fukui (1/0), Niina Tominaga (1/0), Kaima Akahoshi (1/0), Soichiro Fukaminato (1/0), Shōya Koyama (1/0), Keisuke Tao (1/0), Kaisei Matsubara (1/0), Shuto Sago (1/0), Mizuki Uchida (1/0) |
| Tokushima Vortis           | Taiki Tamukai (1/0), Ryōga Ishio (1/0), Kaique (1/1), Yōichirō Kakitani (1/0), Noah Kenshin Browne (1/0), Tarō Sugimoto (1/0), Taiyō Nishino (1/0), Rio Hyon (1/0), Akito Tanahashi (1/0), Shunto Kodama (1/0), Hayate Tanaka (1/0), Yu Takada (1/0), Kiyoshirō Tsuboi (1/0), Keita Nakano (1/0), Kento Hashimoto (1/0) |
| Ehime FC                   | Kenta Tokushige (1/0), Tatsuya Yamaguchi (1/0), Takanori Maeno (1/0), Masashi Tanioka (1/0), Yuta Fukazawa (1/0), Ben Duncan (1/1), Yūta Fujihara (1/0), Shunsuke Tanimoto (1/0), Shūma Mihara (1/0), Shunsuke Kikuchi (1/0), Yūsei Ozaki (1/0), Bak Keon-woo (1/0), Ryō Satō (1/1), Taiga Ishiura (1/0), Kyōta Funahashi (1/1), Akira Hamashita (1/0), Sora Ogawa (1/0) |
| FC Imabari                 | Ryōta Ichihara (1/1), Tatsuya Shirai (1/0), Tomás Moschión (1/0), Takafumi Yamada (1/0), Takatora Kondō (1/0), Marcus Vinicius (1/0), Toyofumi Sakano (1/0), Taisei Takase (1/0), Kenshin Yuba (1/0), Hikaru Arai (1/0), Riki Sato (1/0), Tomoki Hino (1/0), Yūma Matsumoto (1/0), Yuri Takeuchi (1/0), Yumeki Yokoyama (1/0), Rei Umeki (1/0), Genta Itō (1/0) |
| Avispa Fukuoka             | Takumi Nagaishi (1/0), Seiya Inoue (2/2), Takeshi Kanamori (2/0), Kazuya Konno (2/0), Shahab Zahedi (1/0), Hisashi Jōgo (1/0), Tatsuya Tanaka (2/0), Itsuki Oda (1/0), Wellington (2/0), Yūto Iwasaki (2/0), Masashi Kamekawa (2/0), Yūji Kitajima (2/0), Ryōga Satō (1/0), Reiju Tsuruno (1/0), Yōta Maejima (1/0), Masato Shigemi (2/0), Masaaki Murakami (1/0), Douglas Grolli (1/0), Yūto Hiratsuka (1/0), Masaya Tashiro (1/0), Kimiya Moriyama (2/0), Yu Hashimoto (1/0), Daiki Matsuoka (1/0) |
| Giravanz Kitakyushu        | Shinnosuke Ito (1/0), Kōki Hasegawa (1/0), Ryuki Hirahara (2/0), Takumi Wakaya (1/1), Shun Hirayama (2/0), Ryō Nagai (1/0), Kōta Kudō (2/0), Haruki Izawa (2/0), Riku Kobayashi (1/0), Rimpei Okano (1/0), Sota Watanabe (2/1), Bunta Ino (2/0), Kaoru Yamawaki (1/0), Kakeru Sakamoto (1/0), Hiroki Maeda (1/0), Raiki Tsubogo (1/0), Yūya Tanaka (1/0), Koh Seung-jin (1/0), Ryuta Takahashi (2/0), Kōki Ōtani (1/0), Takaya Inui (1/0), Shoma Takayoshi (2/0), Koji Sugiyama (1/0) |
| Sagan Tosu                 | Arnau (1/0), Kōsuke Yamazaki (2/0), Sō Kawahara (2/0), Akito Fukuta (1/0), Kōhei Tezuka (1/0), Atsushi Kawata (2/0), Vinícius Araújo (2/0), Ayumu Yokoyama (2/1), Naoyuki Fujita (1/0), Katsunori Ueebisu (2/0), Shota Hino (2/0), Kim Tae-hyeon (2/0), Cayman Togashi (1/0), Taichi Kikuchi (2/0), Ryohei Watanabe (1/0), Keisuke Sakaiya (1/0), Shiva Tafari Nagasawa (1/0), Fumiya Kitajima (1/0), Ryōnosuke Kabayama (1/0), Wataru Harada (1/0), Park Il-gyu (1/0), Yōichi Naganuma (2/0), Marcelo Ryan (1/1) |
| V-Varen Nagasaki           | Ryūtarō Iio (1/0), Jun Okano (1/0), Valdo (2/0), Hayato Tanaka (2/0), Matheus Jesus (4/2), Marcos Guilherme (5/0), Asahi Masuyama (4/0), Juanma Delgado (5/2), Edigar Junio (2/1), Masaru Katō (4/0), Takumi Nagura (1/0), Shumpei Naruse (2/0), Hiroki Akino (2/0), Takashi Sawada (5/0), Tomoya Wakahara (4/0), Shun'ya Yoneda (2/0), Riku Yamada (5/1), Kazuki Kushibiki (2/1), Marukomutsuyoshi Moyo (3/0), Ikki Arai (2/0), Gaku Harada (1/0), Tsubasa Kasayanagi (5/0), Seiya Satsukida (4/0), Shunsuke Aoki (1/0), Gijō Sehata (4/0), Kaito Matsuzawa (5/0), Haruki Shirai (3/0) |
| Roasso Kumamoto            | Kōhei Kuroki (1/0), Ryōtarō Ōnishi (2/0), Itto Fujita (1/1), Kaito Abe (2/0), Makoto Okazaki (1/0), Yūhi Takemoto (1/0), Shūhei Kamimura (1/0), Yūki Ōmoto (1/0), Shun Itō (1/0), Bae Jeong-min (1/0), Wataru Iwashita (2/0), Shōhei Mishima (2/0), Rimu Matsuoka (2/0), Koya Fujii (2/0), Chihiro Konagaya (1/0), Shun Osaki (2/1), Ayumu Toyoda (1/0), Yūya Satō (2/0), Takuro Ezaki (2/0), Yutaka Michiwaki (1/0), Tatsuki Higashiyama (1/0) |
| Oita Trinita               | Derlan (1/0), Atsuki Satsukawa (1/0), Masaki Yumiba (1/0), Kento Haneda (1/0), Jun’ya Nodake (1/0), Arata Kozakai (1/0), Konosuke Nishikawa (1/0), Tomoya Andō (1/0), Kenshin Yasuda (1/0), Yūsuke Matsuo (1/0), Shin’ya Utsumoto (1/0), Pereira (1/0), Yūdai Fujiwara (1/0), Hayato Matsuoka (1/0), Manato Kimoto (1/0), Shuto Udo (1/0), Shun Nagasawa (1/0) |
| Tegevajaro Miyazaki        | Ikiru Aoyama (1/0), Kenji Dai (1/0), Shun Ōbu (1/0), Kenta Ōkuma (1/0), Shōgo Rikiyasu (1/0), Keigo Hashimoto (1/0), Ryoma Eguchi (1/0), Tomoyasu Yoshida (1/0), Shu Yoshizawa (1/0), Ukyo Takase (1/0), Mahiro Ano (1/0), Raiju Ōbuchi (1/0), Kengo Kuroki (1/0), Daiki Kusunoki (1/0), Yosuke Ueno (1/1), Kokoro Aoki (1/0) |
| Kagoshima United FC        | Ryota Izumori (1/0), Ryō Toyama (1/0), Kenta Hirose (2/0), Akira Ibayashi (1/0), Kazuki Chibu (2/0), Kōki Arita (2/0), Noriaki Fujimoto (1/0), Kazuaki Ihori (2/0), Kōta Hoshi (2/0), Mikuto Fukuda (2/0), Masayoshi Endo (1/0), Shōsei Okamoto (1/0), Takumi Yamaguchi (1/0), Issei Tone (2/0), Rinshiro Kojima (1/0), Yūji Kimura (1/0), Ōno Chol-hwan (1/0), Shōta Suzuki (1/1), Shūto Nakahara (1/0), Shuntarō Kawabe (2/0), Seiya Take (1/0), Hisatoshi Nishido (2/0), Charles Nduka (1/0) |
| FC Ryukyu                  | Yuri Mori (2/0), Hiroki Fujiharu (3/0), Kazuto Takezawa (1/0), Kōsei Okazawa (2/0), Haruto Shirai (3/1), Ryōta Iwabuchi (2/0), Ryūnosuke Noda (2/0), Yū Tomidokoro (2/1), Shō Iwamoto (1/0), Jun’ya Suzuki (3/0), Kōsuke Masutani (3/0), Shō Hiramatsu (3/0), Takayuki Takayasu (2/0), Makito Uehara (3/0), Shusei Yamauchi (1/0), Yūta Satō (3/2), Takeshi Yoshimoto (1/0), Park Seong-su (1/0), Yusuke Ogawa (1/0), John Higashi (2/0), Atsuhito Ihara (2/0), Yushin Koki (3/0), Daisuke Takagi (2/0) |

## Erste Runde

### Gruppe 1
|                                         | Ergebnis              |                   |
| --------------------------------------- | --------------------- | ----------------- |
| Runde 1 (13. März 2024)                 |                       |                   |
| Kataller Toyama                         | 2:1 n. V.             | Montedio Yamagata |
| Runde 2 (17. April 2024/24. April 2024) |                       |                   |
| FC Imabari                              | 1:2 n. V.             | Vissel Kōbe       |
| Kataller Toyama                         | 0:0 n. V. (6:5 i. E.) | Shimizu S-Pulse   |
| Runde 3 (22. Mai 2024)                  |                       |                   |
| Kataller Toyama                         | 1:1 n. V. (5:4 i. E.) | Vissel Kōbe       |

### Gruppe 2
|                                         | Ergebnis |                     |
| --------------------------------------- | -------- | ------------------- |
| Runde 1 (6. März 2024)                  |          |                     |
| Kagoshima United FC                     | 1:0      | JEF United Chiba    |
| Runde 2 (17. April 2024/24. April 2024) |          |                     |
| Kagoshima United FC                     | 0:1      | Tokyo Verdy         |
| Nara Club                               | 0:6      | Sanfrecce Hiroshima |
| Runde 3 (22. Mai 2024)                  |          |                     |
| Tokyo Verdy                             | 2:3      | Sanfrecce Hiroshima |

### Gruppe 3
|                                         | Ergebnis  |                    |
| --------------------------------------- | --------- | ------------------ |
| Runde 1 (6. März 2024)                  |           |                    |
| Ehime FC                                | 3:4 n. V. | V-Varen Nagasaki   |
| Runde 2 (17. April 2024/24. April 2024) |           |                    |
| V-Varen Nagasaki                        | 1:0       | Júbilo Iwata       |
| Gainare Tottori                         | 2:5       | Urawa Red Diamonds |
| Runde 3 (22. Mai 2024)                  |           |                    |
| V-Varen Nagasaki                        | 1:0       | Urawa Red Diamonds |

### Gruppe 4
|                                                   | Ergebnis              |                   |
| ------------------------------------------------- | --------------------- | ----------------- |
| Runde 1 (6. März 2024/13. März 2024/22. Mai 2024) |                       |                   |
| Vanraure Hachinohe                                | 0:0 n. V. (5:3 i. E.) | Zweigen Kanazawa  |
| Giravanz Kitakyūshū                               | 1:0 n. V.             | Ōita Trinita      |
| Runde 2 (17. April 2024)                          |                       |                   |
| Vanraure Hachinohe                                | 1:2 n. V.             | Kashima Antlers   |
| Giravanz Kitakyūshū                               | 1:2                   | FC Machida Zelvia |
| Runde 3 (22. Mai 2024)                            |                       |                   |
| FC Machida Zelvia                                 | 2:0                   | Kashima Antlers   |

### Gruppe 5
|                                         | Ergebnis              |                 |
| --------------------------------------- | --------------------- | --------------- |
| Runde 1 (6. März 2024/13. März 2024)    |                       |                 |
| FC Gifu                                 | 1:2                   | Ōmiya Ardija    |
| Tegevajaro Miyazaki                     | 1:4                   | Fagiano Okayama |
| Runde 2 (17. April 2024/24. April 2024) |                       |                 |
| Ōmiya Ardija                            | 0:2                   | Nagoya Grampus  |
| Fagiano Okayama                         | 3:3 n. V. (6:8 i. E.) | Yokohama FC     |
| Runde 3 (22. Mai 2024)                  |                       |                 |
| Yokohama FC                             | 1:3                   | Nagoya Grampus  |

### Gruppe 6
|                                      | Ergebnis              |                     |
| ------------------------------------ | --------------------- | ------------------- |
| Runde 1 (6. März 2024/13. März 2024) |                       |                     |
| Matsumoto Yamaga FC                  | 3:3 n. V. (4:3 i. E.) | Renofa Yamaguchi FC |
| Thespakusatsu Gunma                  | 4:1 n. V.             | SC Sagamihara       |
| Runde 2 (17. April 2024)             |                       |                     |
| Matsumoto Yamaga FC                  | 1:1 n. V. (2:4 i. E.) | Avispa Fukuoka      |
| Thespakusatsu Gunma                  | 1:3                   | Kashiwa Reysol      |
| Runde 3 (22. Mai 2024)               |                       |                     |
| Kashiwa Reysol                       | 2:1                   | Avispa Fukuoka      |

### Gruppe 7
|                                         | Ergebnis |              |
| --------------------------------------- | -------- | ------------ |
| Runde 1 (6. März 2024/13. März 2024)    |          |              |
| Iwate Grulla Morioka                    | 1:0      | Tochigi SC   |
| FC Ryūkyū                               | 2:1      | Fujieda MYFC |
| Runde 2 (17. April 2024/24. April 2024) |          |              |
| Iwate Grulla Morioka                    | 0:1      | Cerezo Osaka |
| FC Ryūkyū                               | 2:1      | Gamba Osaka  |
| Runde 3 (22. Mai 2024)                  |          |              |
| FC Ryūkyū                               | 0:1      | Cerezo Osaka |

### Gruppe 8
|                                         | Ergebnis  |                 |
| --------------------------------------- | --------- | --------------- |
| Runde 1 (6. März 2024/13. März 2024)    |           |                 |
| FC Osaka                                | 0:2       | Iwaki FC        |
| Kamatamare Sanuki                       | 0:2       | Blaublitz Akita |
| Runde 2 (17. April 2024/24. April 2024) |           |                 |
| Iwaki FC                                | 0:2       | Albirex Niigata |
| Blaublitz Akita                         | 2:1 n. V. | Shonan Bellmare |
| Runde 3 (22. Mai 2024)                  |           |                 |
| Blaublitz Akita                         | 0:2 n. V. | Albirex Niigata |

### Gruppe 9
|                                         | Ergebnis              |                 |
| --------------------------------------- | --------------------- | --------------- |
| Runde 1 (6. März 2024/13. März 2024)    |                       |                 |
| YSCC Yokohama                           | 1:0                   | Mito Hollyhock  |
| Fukushima United FC                     | 1:2                   | Roasso Kumamoto |
| Runde 2 (17. April 2024/24. April 2024) |                       |                 |
| YSCC Yokohama                           | 0:4                   | FC Tokyo        |
| Roasso Kumamoto                         | 0:1                   | Sagan Tosu      |
| Runde 3 (22. Mai 2024)                  |                       |                 |
| Sagan Tosu                              | 1:1 n. V. (4:5 i. E.) | FC Tokyo        |

### Gruppe 10
|                                         | Ergebnis              |                            |
| --------------------------------------- | --------------------- | -------------------------- |
| Runde 1 (6. März 2024/13. März 2024)    |                       |                            |
| Azul Claro Numazu                       | 3:2                   | Vegalta Sendai             |
| AC Nagano Parceiro                      | 5:1                   | Tokushima Vortis           |
| Runde 2 (17. April 2024/24. April 2024) |                       |                            |
| Azul Claro Numazu                       | 1:3                   | Hokkaido Consadole Sapporo |
| AC Nagano Parceiro                      | 3:2 n. V.             | Kyōto Sanga                |
| Runde 3 (22. Mai 2024)                  |                       |                            |
| AC Nagano Parceiro                      | 1:1 n. V. (3:5 i. E.) | Hokkaido Consadole Sapporo |

## Play-off-Runde
| Datum           |                     | Gesamt |                            | Hinspiel | Rückspiel |
| --------------- | ------------------- | ------ | -------------------------- | -------- | --------- |
| 5./9. Juni 2024 | Kataller Toyama     | 2:3    | Hokkaido Consadole Sapporo | 1:1      | 1:2       |
| 5./9. Juni 2024 | Sanfrecce Hiroshima | 5:2    | FC Tokyo                   | 2:1      | 3:1       |
| 5./9. Juni 2024 | V-Varen Nagasaki    | 2:3    | Albirex Niigata            | 1:2      | 1:1       |
| 5./9. Juni 2024 | FC Machida Zelvia   | 5:3    | Cerezo Osaka               | 3:1      | 2:2       |
| 5./9. Juni 2024 | Nagoya Grampus      | 2:1    | Kashiwa Reysol             | 1:1      | 1:0       |

## Viertelfinale
| Datum                |                            | Gesamt                |                     | Hinspiel | Rückspiel |
| -------------------- | -------------------------- | --------------------- | ------------------- | -------- | --------- |
| 4./8. September 2024 | Sanfrecce Hiroshima        | 2:2 n. V. (1:3 i. E.) | Nagoya Grampus      | 1:0      | 1:2       |
| 4./8. September 2024 | Hokkaido Consadole Sapporo | 4:7                   | Yokohama F. Marinos | 1:6      | 3:1       |
| 4./8. September 2024 | Ventforet Kofu             | 1:2                   | Kawasaki Frontale   | 0:1      | 1:1       |
| 4./8. September 2024 | FC Machida Zelvia          | 2:5                   | Albirex Niigata     | 0:5      | 2:0       |

## Halbfinale
| Datum               |                   | Gesamt |                     | Hinspiel | Rückspiel |
| ------------------- | ----------------- | ------ | ------------------- | -------- | --------- |
| 9./13. Oktober 2024 | Nagoya Grampus    | 4:3    | Yokohama F. Marinos | 3:1      | 1:2       |
| 9./13. Oktober 2024 | Kawasaki Frontale | 1:6    | Albirex Niigata     | 1:4      | 0:2       |

## Finale
| Datum            |                | Ergebnis              |                 |
| ---------------- | -------------- | --------------------- | --------------- |
| 2. November 2024 | Nagoya Grampus | 3:3 n. V. (5:4 i. E.) | Albirex Niigata |

### Spielstatistik
| Paarung         | Nagoya Grampus – Albirex Niigata |
| Ergebnis        | 3:3 n. V. (2:2, 2:0), 5:4 i. E. |
| Datum           | 2. November 2024 |
| Stadion         | Nationalstadion, Tokio |
| Zuschauer       | 62.517 |
| Schiedsrichter  | Koichiro Fukushima |
| Tore            | 1:0 Kensuke Nagai (31.) 2:0 Kensuke Nagai (42.) 2:1 Kaito Taniguchi (71.) 2:2 Yōta Komi (90.+11' EM) 3:2 Katsuhiro Nakayama (93.) 3:3 Yōta Komi (111.) Elfmeterschießen: 1:0 Shō Inagaki 1:1 Hiroki Akiyama 2:1 Mitchell Langerak Motoki Nagakura 3:1 Ryōsuke Yamanaka 3:2 Thomas Deng 4:2 Kasper Junker 4:3 Yūji Hoshi 5:3 Yūya Yamagishi 5:4 Yōta Komi |
| Nagoya Grampus  | Mitchell Langerak – Yūki Nogami (80. Katsuhiro Nakayama), Akinari Kawazura, Shūhei Tokumoto (91. Ryōsuke Yamanaka), Kennedy Egbus Mikuni, Shō Inagaki, Tsukasa Morishima (91. Kasper Junker), Ryūji Izumi (75. Yūya Yamagishi), Keiya Shiihashi (106. Haruki Yoshida), Takuya Uchida, Kensuke Nagai (80. Taichi Kikuchi) Cheftrainer: Kenta Hasegawa     |
| Albirex Niigata | Kōto Abe – Michael Fitzgerald (114. Thomas Deng), Kento Hashimoto, Hayato Inamura, Yūji Ono (72. Jin Okumura), Sōya Fujiwara, Hiroki Akiyama, Motoki Hasegawa (65. Danilo Gomes), Eiji Miyamoto (65. Motoki Nagakura), Shūsuke Ōta (65. Yūji Hoshi), Kaito Taniguchi (72. Yōta Komi) Cheftrainer: Rikizō Matsuhashi                                      |

#### Auswechselspieler
| Auswechselspieler | Auswechselspieler |
| --- | --- |
| Nagoya Grampus | Albirex Niigata |
| - Yūya Yamagishi (75.) ▲ - Katsuhiro Nakayama (80.) ▲ - Taichi Kikuchi (80.) ▲ - Ryōsuke Yamanaka (91.) ▲ - Kasper Junker (91.) ▲ - Haruki Yoshida (106.) ▲ - Ha Chang-rae - Patric - Yōhei Takeda | - Danilo Gomes (65.) ▲ - Yūji Hoshi (65.) ▲ - Motoki Nagakura (65.) ▲ - Yōta Komi (72.) ▲ - Jin Okumura (72.) ▲ - Thomas Deng (114.) ▲ - Fumiya Hayakawa - Daisuke Yoshimitsu - Yūto Horigome |